# Space Shower Television
Space Shower Television (スペースシャワーTV) ist ein japanischer Fernsehsender mit Sitz in Minato, einem Stadtteil von Tokio. Der Sender gehört zu Space Shower Networks, Inc., der mit Space Shower Music des Weiteren ein Musiklabel und Talentagentur betreibt.
Space Shower Television startete am 1. Dezember 1989. Die Idee hinter der Gründung des Fernsehsenders war es, einen reinen Musiksender wie MTV in Japan zu etablieren. Laut Angabe des Eigentümers ist Space Shower Television der größte Musiksender des Landes.

## Geschichte
Space Shower Television ging am 1. Dezember 1989 an den Start. Es ist der erste reine Musiksender des Landes. Nach eigenen Angaben ist der Sender zudem der größte Musiksender Japans. Die ersten Moderatorinnen des Senders waren Seiko Ito und Mayumi Chiwaki.
Am 14. März 2009 wurde anlässlich des 20-jährigen Jubiläums von Space Shower Television eine Spezialveranstaltung im Nippon Budōkan ausgerichtet. Zum 25. Jubiläum wurde eine zweieinhalbstündiges Programm gesendet, welches die 200 besten Lieder in der Geschichte des Senders vorgestellt wurden. Als Gäste waren unter anderem Mitglieder der Popgruppe Okamotos, Kyary Pamyu Pamyu, Takashi Ikeda und Naotaro Moriyama zu sehen.

## Space Shower Music Awards
Seit dem Jahr 1996 werden die Space Shower Music Awards (ehemals Space Shower Music Video Awards) verliehen, die vom Fernsehsender gesponsert werden. Die Preise werden in verschiedenen Kategorien vergeben. Die Hauptkategorien sind Künstler des Jahres, Video des Jahres, Album des Jahres, Song des Jahres und Peoples’ Choice.
Vergangene Verleihungen des Musikpreises fanden unter anderem im Yebusa Garden Place, im Nakano Sunplaza, in der Stadthalle Shibuya, im Nippon Budōkan, dem Tokyo International Forum und der NHK Hall statt. In den Jahren 2021 und 2022 wurde der Preis aufgrund der COVID-19-Pandemie unter Ausschluss der Öffentlichkeit vergeben.